# Pittersdorf (Hummeltal)

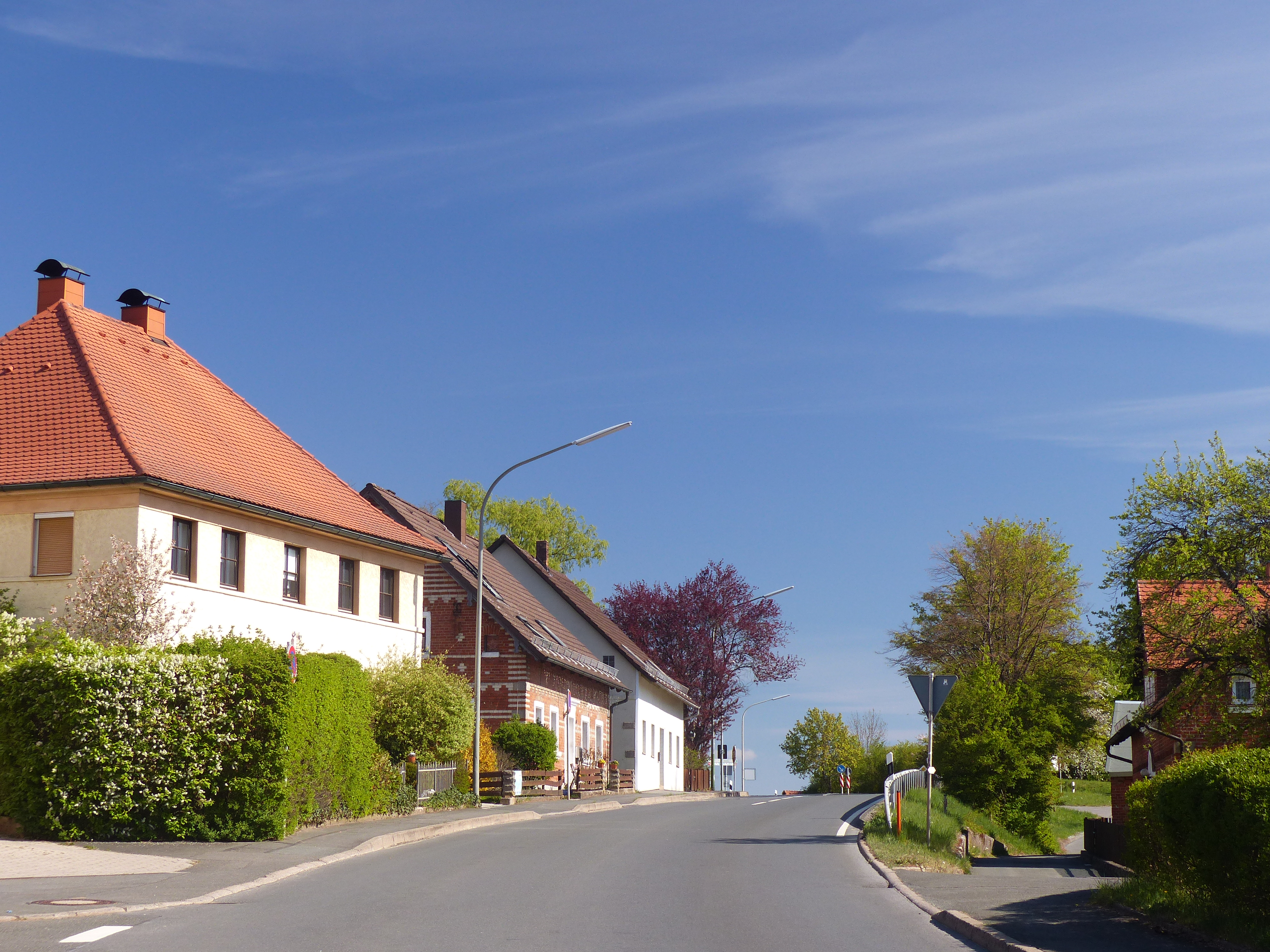
Die das Dorf durchlaufende Staatsstraße 2163

Pittersdorf ist ein Gemeindeteil der Gemeinde Hummeltal im Landkreis Bayreuth (Oberfranken, Bayern). Die Gemarkung Pittersdorf hat eine Fläche von 2,866 km². Sie ist in 1136 Flurstücke aufgeteilt, die eine durchschnittliche Flurstücksfläche von 2523,12 m² haben. In ihr liegt neben dem namensgebenden Ort der Gemeindeteil Steinmühle.

## Geografie
Das Dorf Pittersdorf bildet mit Pettendorf und Creez im Süden eine geschlossene Siedlung. Durch den Ort fließt der Weidesbach, ein linker Zufluss der Mistel. Die Staatsstraße 2163 führt zur Staatsstraße 2185 bei Mistelbach (1,6 km nördlich) bzw. nach Pettendorf. Eine Ortsstraße führt nach Steinmühle (0,7 km nordöstlich).

## Geschichte
Pittersdorf bildete mit Steinmühle eine Realgemeinde. Gegen Ende des 18. Jahrhunderts gab es in Pittersdorf 25 Anwesen. Die Hochgerichtsbarkeit und die Dorf- und Gemeindeherrschaft standen dem bayreuthischen Stadtvogteiamt Bayreuth zu. Grundherren waren
- bayreuthische Ämter
  - das Hofkastenamt Bayreuth (unmittelbar: 1 Haus; mittelbar: Pfarrei Gesees: 1 Dreiviertelhof, 1 Sölde, Gotteshaus Bayreuth: 2 Güter),
  - die Verwaltung Ramsenthal (8 Halbhöfe, 1 Halbhof mit Zapfenschenke, 2 Viertelhöfe, 4 Achtelhöfe, 2 Söldengüter, 1 Gütlein, 1 Tropfhäuslein),
- das Rittergut Trockau (1 Gut).[6]

Von 1797 bis 1810 unterstand der Ort dem Justiz- und Kammeramt Bayreuth. Nachdem im Jahr 1810 das Königreich Bayern das Fürstentum Bayreuth käuflich erworben hatte, wurde Pittersdorf bayerisch. Infolge des Gemeindeedikts wurde Pittersdorf dem 1812 gebildeten Steuerdistrikt Pettendorf zugewiesen. Zugleich entstand die Ruralgemeinde Pittersdorf, zu der Steinmühle gehörte. Sie war in Verwaltung und Gerichtsbarkeit dem Landgericht Bayreuth zugeordnet und in der Finanzverwaltung dem Rentamt Bayreuth (1919 in Finanzamt Bayreuth umbenannt). In der freiwilligen Gerichtsbarkeit unterstand ein Anwesen bis 1848 dem Patrimonialgericht Trockau. Ab 1862 gehörte Pittersdorf zum Bezirksamt Bayreuth (1939 in Landkreis Bayreuth umbenannt). Die Gerichtsbarkeit blieb beim Landgericht Bayreuth (1879 in Amtsgericht Bayreuth umgewandelt). Die Gemeinde hatte 1964 eine Gebietsfläche von 2,852 km². Im Zuge der Gebietsreform in Bayern wurde die Gemeinde Pittersdorf am 1. April 1971 in die neu gebildeten Gemeinde Hummeltal eingegliedert.

### Einwohnerentwicklung
Gemeinde Pittersdorf
| Jahr      | 1822  | 1840   | 1852   | 1855   | 1861   | 1867   | 1871   | 1875   | 1880   | 1885   | 1890   | 1895   | 1900   | 1905   | 1910   | 1919   | 1925   | 1933   | 1939   | 1946   | 1950   | 1952   | 1961  | 1970   |
| Einwohner | 146   | 223    | 218    | 214    | 215    | 222    | 245    | 257    | 262    | 253    | 252    | 251    | 249    | 249    | 257    | 298    | 296    | 316    | 339    | 507    | 531    | 472    | 536   | 617    |
| Häuser    | 23    |        |        |        |        |        | 31     |        |        | 36     | 35     |        | 39     |        |        |        | 45     |        |        |        | 54     |        | 85    |        |
| Quelle    | [ 7 ] | [ 12 ] | [ 12 ] | [ 12 ] | [ 13 ] | [ 14 ] | [ 15 ] | [ 16 ] | [ 17 ] | [ 18 ] | [ 19 ] | [ 12 ] | [ 20 ] | [ 12 ] | [ 21 ] | [ 12 ] | [ 22 ] | [ 12 ] | [ 12 ] | [ 12 ] | [ 23 ] | [ 12 ] | [ 8 ] | [ 24 ] |

Ort Pittersdorf
| Jahr      | 001819 | 001822 | 001861 | 001871 | 001885 | 001900 | 001925 | 001950 | 001961 | 001970 | 001987 | 002022 |
| Einwohner | 160 *  | 131    | 201    | 238    | 243    | 238    | 283    | 507    | 523    | 609    | 769 *  | 1062 * |
| Häuser    |        | 22     |        |        | 35     | 38     | 43     | 51     | 82     |        | 183 *  |        |
| Quelle    | [ 25 ] | [ 7 ]  | [ 13 ] | [ 15 ] | [ 18 ] | [ 20 ] | [ 22 ] | [ 23 ] | [ 8 ]  | [ 24 ] | [ 26 ] | [ 2 ]  |

## Religion
Pittersdorf ist seit der Reformation evangelisch-lutherisch geprägt und war ursprünglich nach St. Marien (Gesees) gepfarrt. Seit der zweiten Hälfte des 20. Jahrhunderts ist die Pfarrei Friedenskirche (Hummeltal) zuständig.

## Verkehr

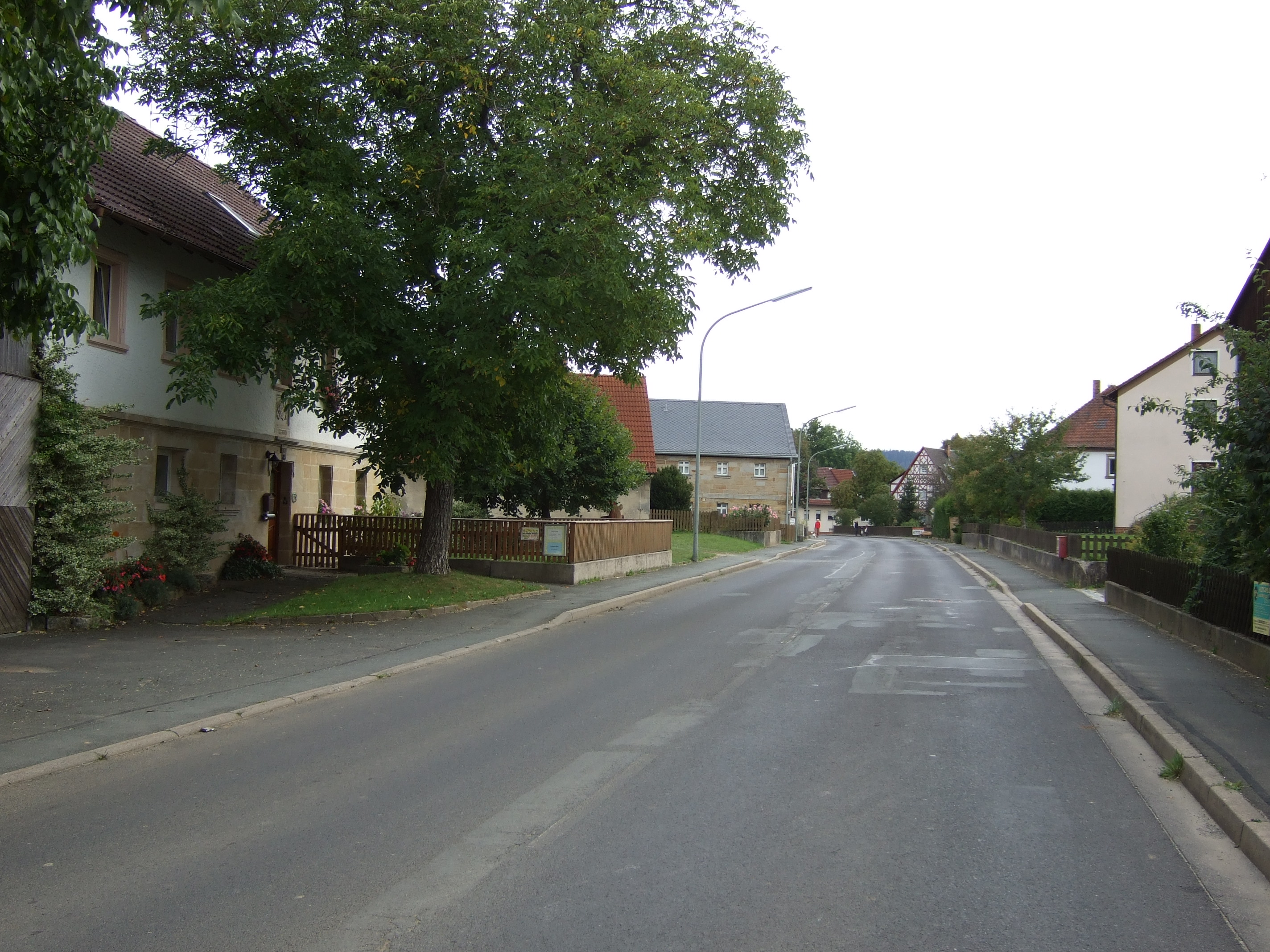
Bayreuther Straße in Pittersdorf

Der ÖPNV bedient Pittersdorf an einer Haltestelle der Buslinien 375 und 376 des VGN. Der nächstgelegene Bahnhof ist der Hauptbahnhof Bayreuth.